# Новоалександровский сельский совет (Днепровский район)
Новоалександровский сельский совет (укр. Новоолександрівська сільська рада) — входит в состав
Днепровского района
Днепропетровской области
Украины.
Административный центр сельского совета находится в
с. Новоалександровка.

## Населённые пункты совета
- с. Новоалександровка
- с. Братское
- с. Днепровое
- с. Дорогое
- пос. Дослидное
- с. Каменка
- с. Старые Кодаки
- с. Чувилино